# Palasport San Giuseppe da Copertino
Il palasport San Giuseppe da Copertino è un impianto sportivo polivalente situato a Lecce.

## Storia
I lavori di costruzione del palazzetto iniziarono nel 1998, mentre la sua apertura avvenne nel 2004.
A partire dal 2006 il palazzetto divenne la sede delle partite casalinghe dell'Handball Casarano, squadra maschile di pallamano neopromossa in Serie A Élite, che trasferì qui la propria sede di gioco poiché la cittadina di Casarano non disponeva di un palasport omologato per la massima serie. In tre stagioni il club vinse altrettanti titoli di campione d'Italia, vincendo inoltre anche due Coppe Italia. Durante questo periodo l'impianto fu anche noto con il nome di PalaItalgest, assumendo lo stesso sponsor della squadra. La società lasciò il palasport leccese al termine della Serie A Élite 2009-2010 quando decise di non iscriversi al successivo campionato di A, giocando per un anno a Casarano in Serie B prima di cessare l'attività.
L'impianto, che nel frattempo fu la casa di società sportive di scherma, ginnastica, basket, volley, calcetto e danza, venne chiuso il 1º agosto 2016 a causa di problemi di inagibilità. I lavori di risanamento presero il via il 13 novembre 2019 con un importo complessivo stimato in 416 000 euro.
Il 16 gennaio 2022 il palasport ospitò per la prima volta una partita della Pallacanestro Nardò, società che aveva esordito in Serie A2 giocando le prime giornate del campionato 2021-2022 al PalaPentassuglia di Brindisi vista l'assenza di una struttura idonea a Nardò, salvo poi spostarsi a Lecce a campionato in corso. La formazione granata continuò a utilizzare il palasport leccese anche negli anni a seguire.
Dalla stagione 2023-2024 la struttura venne utilizzata anche dalle ragazze del Volley Melendugno, impegnate in Serie A2.
Nel luglio 2024 l'impianto fu, insieme a quello del vicino comune di Copertino, una delle due sedi del Campionato europeo femminile Under-22 di pallavolo 2024.